# Kiribathgoda Gnanananda Thero
Kiribathgoda Gnanananda Thero (nacido el 1 de julio de 1961) es un monje de Sri Lanka y fundador del Monasterio Budista Mahamevnawa y Shraddha Media Network.

## Biografía
Gnanananda Thero se convirtió en monje a los 17 años el 26 de marzo de 1979 bajo Dambagasare Sumedhankara Thero y Dikwelle Pannananda Thero en Seruwavila. Recibió una educación académica budista tradicional y entró en la Universidad de Sri Jayewardenepura. Fundó el monasterio budista Mahamevnawa en agosto de 1999 en Waduwava, Polgahawela. El monasterio budista Mahamevnawa ahora tiene 58 monasterios filiales en Sri Lanka y 28 monasterios en el extranjero en Canadá, Estados Unidos, Australia, Reino Unido, Alemania Italia, Dubái, Corea del Sur e India. (en 2024 la lista de monasterios en todo el mundo es mayor de 100)  

## Enseñanzas
Gnanananda thero enseña budismo (Theravada), enfatizando la necesidad de practicarlo en su forma pura (basándose en el Sutta Pitika) y descartando lo que a su parecer es una pérdida de tiempo y energía para los budistas en Sri Lanka (astrología, magia, adivinación, ofrendas a deidades o fantasmas).
[cita requerida]
Miles de budistas practicantes están asociados con Mahamevnawa.
"Maha Sthupa Wandanawa" realizada el 2 de febrero de 2008 en Anuradhapura con la participación de más de 100.000 discípulos, y "Somawathi Stupa Vandanawa" realizada el 8 de mayo de 2010 en el templo de Somawathiya con la participación de más de 1.000.000 de devotos, dan evidencia de la popularidad que han alcanzado sus enseñanzas en Sri Lanka
Gnanananda thero también reintrodujo el uso de "Namo Buddhaya" entre los budistas de Sri Lanka como una forma de saludo budista. Además participó en un programa semanal de discusión sobre el dhamma transmitido por la cadena televisiva TNL llamado "Namo Buddhaya".
Sin embargo, fue acusado de estar implicado en la muerte de Gangodawila Soma Thero, presuntamente para ocupar su lugar en el país.

## Publicaciones
Gnanananda Thero tradujo y publicó el Sutta Pitika al cingalés, además de escribir varios libros basados en las enseñanzas de Buda con referencia a estos suttas. También ha traducido obras en pali, como el Mahavamsa y Nettipakarana. Su objetivo principal es promover un budismo puro y accesible para todos. Ha impulsado una cultura en Sri Lanka (tradicionalmente conocida como Dhamma Dīpa - Isla llena de las enseñanzas de Buda) para enseñar las enseñanzas de Buda en  cingalés, el idioma nacional, en lugar del tradicional pali.